# Devergo

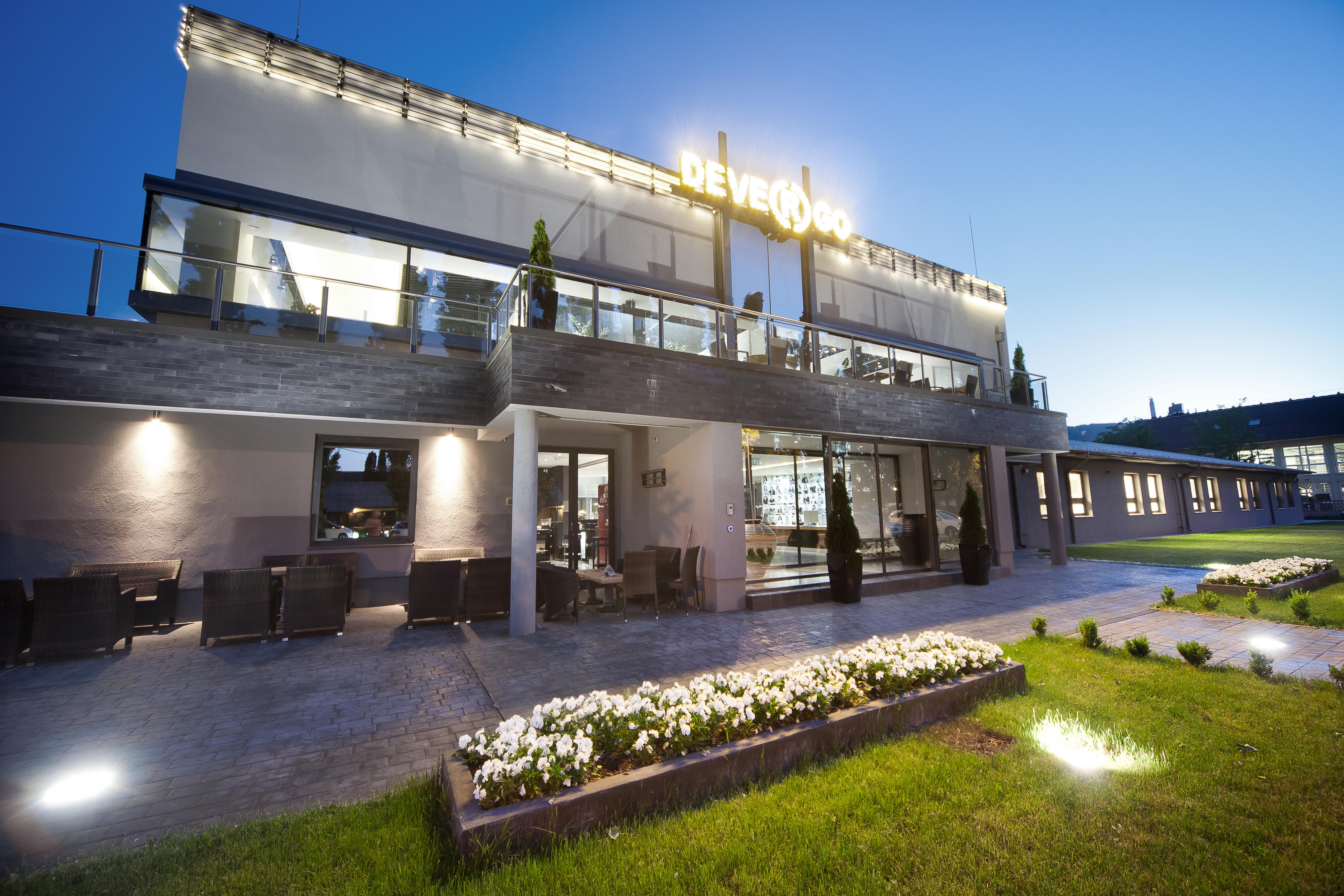
Devergo magyarországi központja.

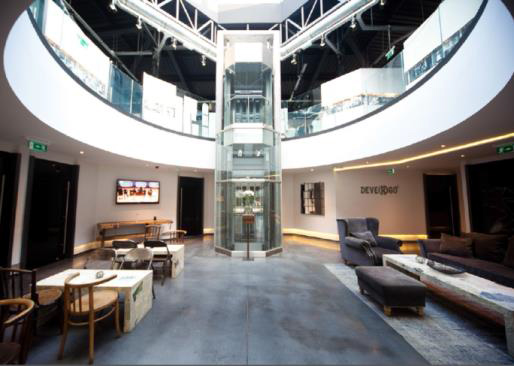
Devergo központ, aulája.

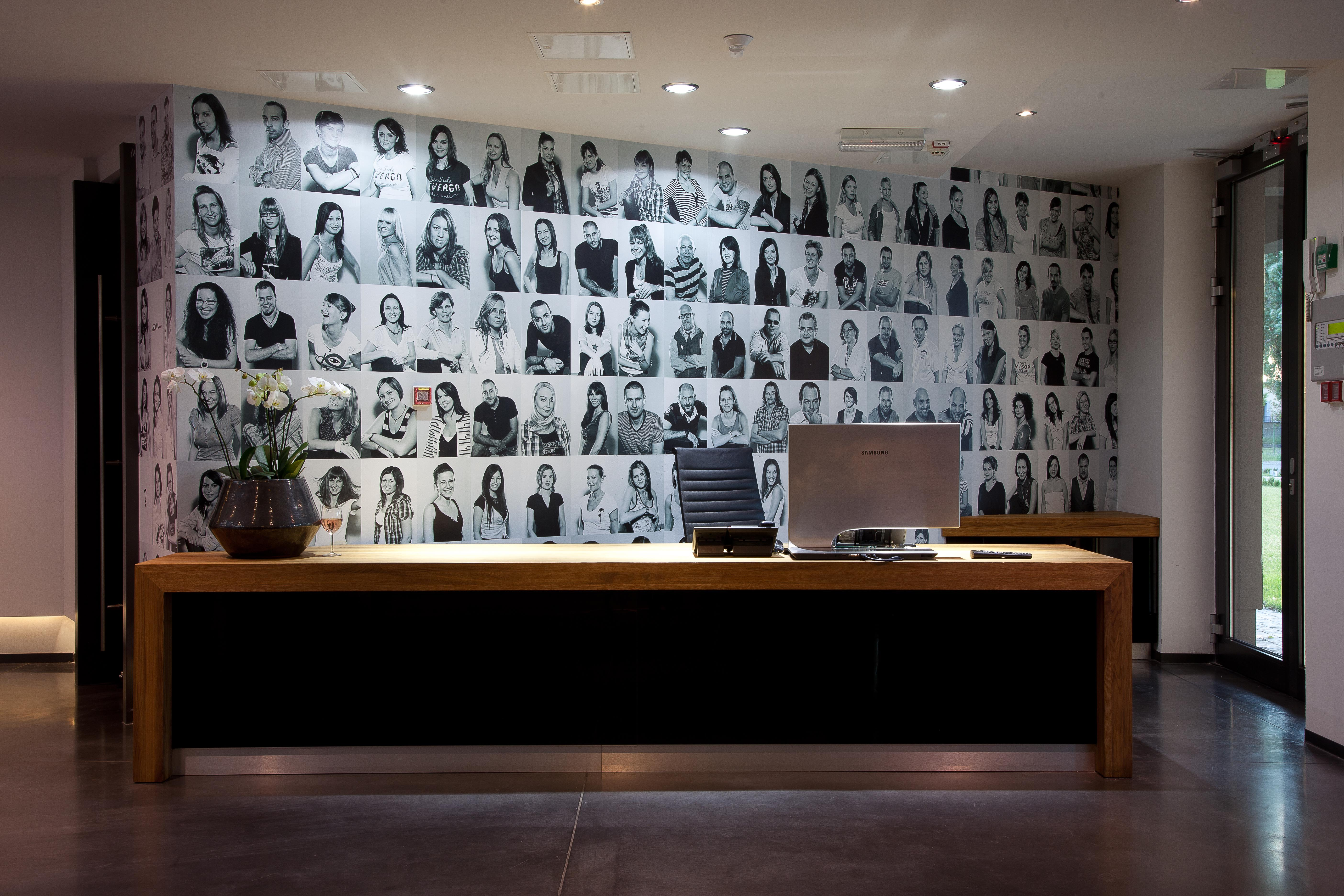
Munkatársak, a központ bejáratánál.

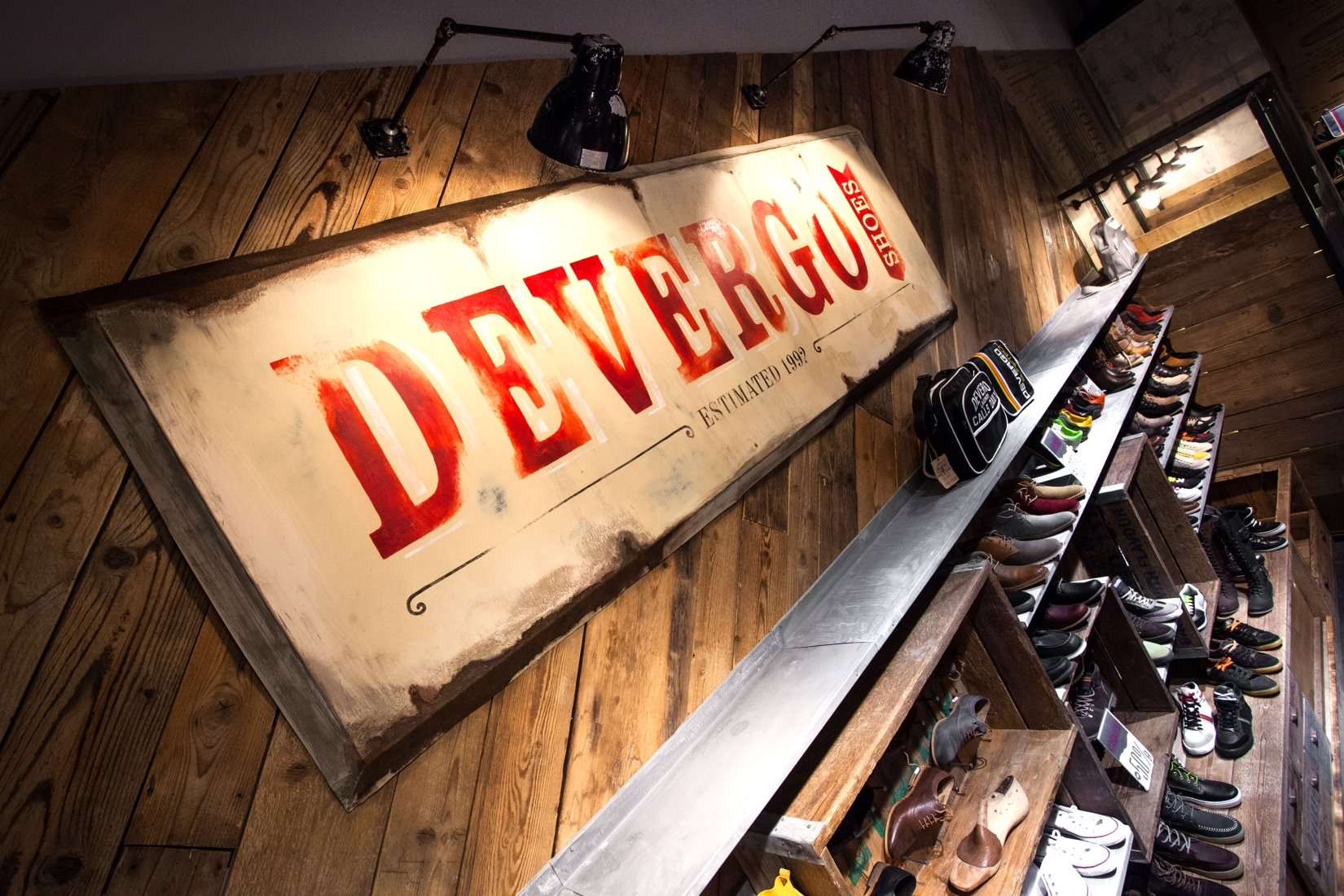
A boltok dizájnja.

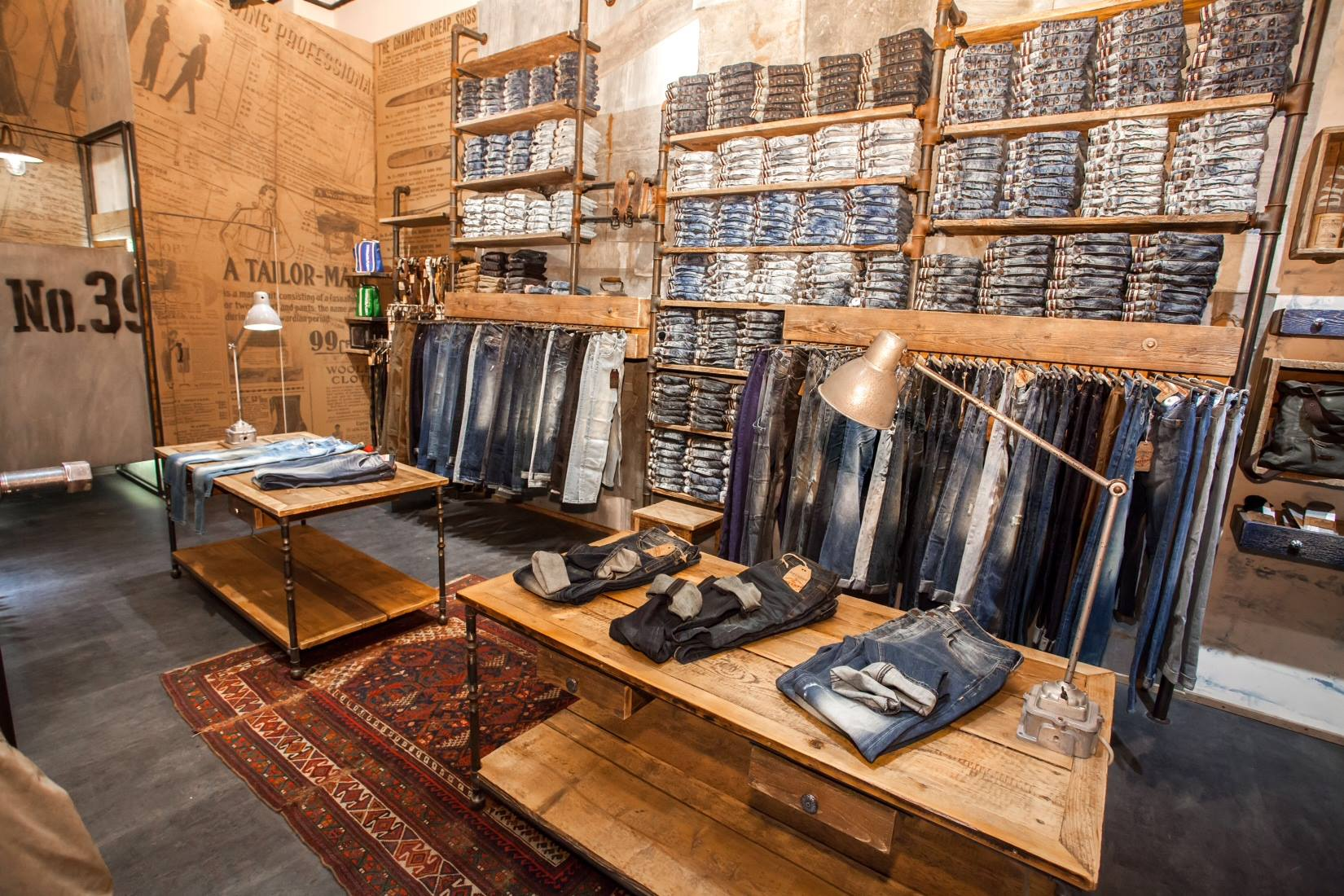
Farmer kollekció.

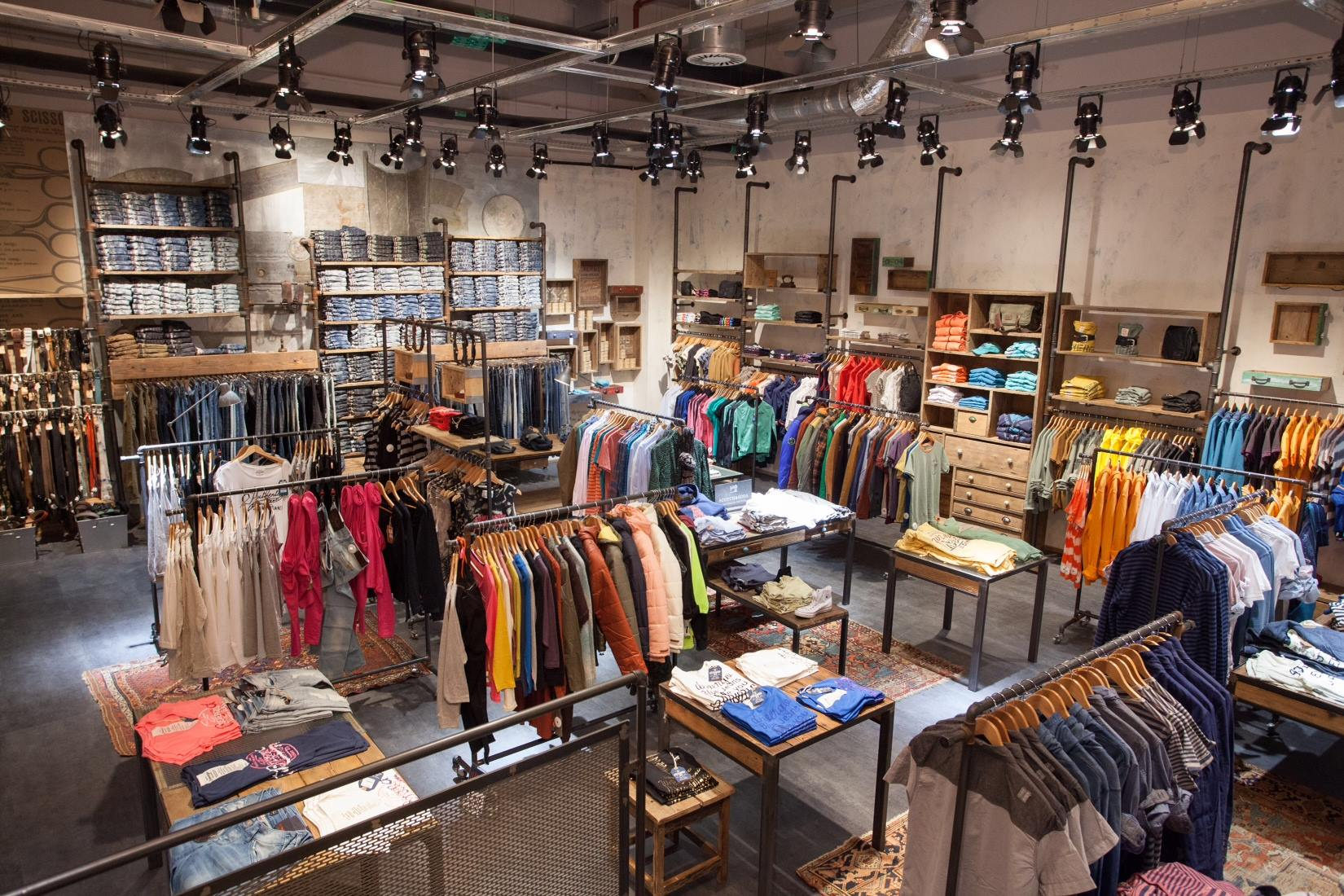
Boltok új arculata.

A Devergo márka létrehozásának kezdeti célja újszerű farmerruházati kollekció létrehozása volt, divatosan öltözködő fiatal férfiak számára.
A férfi kollekció népszerűsége által inspirálva női ruházati, majd unisex cipőkkel is bővült a márka kínálata. Termékeire – a kezdetektől napjainkig – jellemzőek az újítások, a bátor szín- és anyaghasználat, illetve a divatgrafikai elemek erős megjelenítése.
A Devergo több mint húsz éve van jelen a farmerruházati piacon – elsősorban Európában.

## Történet
A Devergo márkát – a 80-as évek végén – Renata Sartori és Paolo Bolzonella alapították, az észak-olaszországi Noaléban. Ezekben az években, – az akkor újonnan megjelent Energie-vel Replay-jel és Diesellel együtt – fiatalos és új megközelítést, friss szemléletet hoztak az olasz farmerpiacra. 
Magyarországon – egy magyar és egy görög fiatal által létrehozott kisvállalkozás –, a Flas Kft. kezdte el forgalmazni, az 1992.  októberében,  a Síp utca 9. szám alatt megnyitott „Rolling Store”-ban, amely abban az időben a legnagyobb alapterületen árusító farmerüzlet volt az akkor Pesten működő tíz hasonló profilú bolt közül. 
1994-ben a „Budapesti Divat Napok” kiállításon megjelenve indították el a nagykereskedelmi forgalmazást.
Később – figyelemmel a magyar piac sajátosságaira – gyártási jogot vásároltak olyan termékekre is, amelyeket az eredeti olasz anyacég nem forgalmazott, majd pedig – ezekre az export jogokat is megszerezve –, elkezdte a márkát a szomszédos országokban is forgalmazni.
Az első hat évben párhuzamos értékesítés folyt az olasz és a magyar központban. 1999-re a magyar vállalkozásnak sikerült a márkanevet felvásárolnia, és levédenie az egész világra – úgy a gyártás, mint a forgalmazás tekintetében.
A cég budapesti központjában mára már egy nemzetközi csapat dolgozik, amely – a jórészt magyar munkatársakon kívül – görög, ukrán és orosz fiatalokból áll.
A nemzetközi tervező csapat élén – a kezdetektől fogva; és Noale óta – az a neves olasz divattervező, Cristiano Berto áll, akinek  irányításával számos fiatal tanulja, és műveli az épp aktuális „cool” trendeknek megfelelő farmerruházat tervezését és gyártatását.

## A cég filozófiája
A cég tulajdonosai, tervezői, kis- és nagykereskedelmi forgalmazói – minden munkatársa és partnere büszke arra, hogy termékeik fel tudják venni a versenyt a multinacionális vállalatok – sokszor komoly állami támogatást élvező – több tíz- vagy százezer darabos szériában gyártatott termékeivel.
A szívvel-lélekkel megalkotott termékek egyedi, és minőségi kis-szériás profilú üzemekből kerülnek ki. A gyártást folyamatosan ellenőrző munkatársak garantálják a magas minőségi kritériumokat.
A termékek több mint fele az Európai Unióban készül; – az első gombtól az utolsó cérnáig. A nadrágokat kizárólag Görögországban és Olaszországban gyártják; – ez jelenti a garanciát a kiemelkedően magas minőségre.
A Kínában gyártatott sportcipők kivételével, az utcai cipők Olaszországban, Romániában, Spanyolországban, Görögországban és Portugáliában készülnek.  A felsőruházatot pedig Kínában, Indiában, Magyarországon valamint, Görög- és Törökországban gyártják.
A Devergo „család” emberközpontú hitvallásába - mely az örömben, baráti hangulatban, trendy, modern körülmények között alkotó, fiatal kreatív emberekről szól - nem fér bele a guide-ok alapján működő managementek által rendelt, a nyomorban, gyermekkezekből kikerült, termékek forgalmazása, még akkor sem, ha ez óriási haszonnal kecsegtet.
Ettől van lelke minden Devergo terméknek!

## Országok, ahol kaphatók termékeik
Jelenleg az alábbi országokban kaphatók termékeik: Magyarország, Hollandia, Szerbia, Szlovákia, Szlovénia,
Horvátország, Oroszország, Ukrajna, Görögország, Ciprus, Líbia, Németország, Lengyelország.
További tervezett terjeszkedések: Egyesült Arab Emírségek, Tunézia, Málta.